# Hinea brasiliana
O Hinea brasiliana é uma espécie de búzio da ordem Sorbeoconcha, que geralmente se agrupa em litorais rochosos e é capaz de produzir luzes usadas provavelmente para afastar predadores ao dar a ilusão de que o caracol tem um tamanho maior que suas dimensões reais.